# OpenCritic
OpenCritic est un site web agrégateur de critiques de jeux vidéo lancé en 2015. Il a pour but de recenser les critiques formulées par la presse spécialisée sur un jeu vidéo donné, en établissant une moyenne des notes attribuées et un pourcentage de critiques recommandant le jeu.

## Historique

### Genèse
OpenCritic est créé en réponses aux controverses liées au fonctionnement de Metacritic, un autre agrégateur de notes de jeux vidéo : en effet, le score d'un jeu sur ce site fait partie intégrante de son succès commercial et des éventuels bonus accordés aux développeurs. Or, cet indice peut être biaisé à cause de l'opacité de Metacritic vis-à-vis de ses méthodes de calcul des scores et de choix des publications — en favorisant notamment certaines par rapport à d'autres —, aboutissant à de nombreuses critiques vis-à-vis de la trop grande importance accordée à ce site par l'industrie vidéoludique.

### Développement et mise en ligne
Le développement d'OpenCritic est dirigé par Matthew Enthoven (Riot Games). Le site est conçu de façon que les informations soient facilement visibles et vérifiables, aussi une mise en page simple est adoptée.
La conception du site commence en 2014, puis celui-ci est mis en ligne le 30 septembre 2015,. Seuls les jeux sortis à partir de cette date y sont répertoriés.
En janvier 2020, OpenCritic est utilisé comme référence dans l'Epic Games Store. Le 12 décembre 2022, le site GOG.com l'intègre à son tour sur ses fiches de présentation jeu. L'agrégateur est également intégré sur les plateformes Newzoo, Humble Bundle et Gamesplanet.
Le 31 juillet 2024, Open Critic est racheté par l'entreprise d’investissement médiatique canadienne Valnet, en intégrant le Odyssey Group, une division centrée sur le divertissement interactif qui regroupe déjà les marques Game Rant, TheGamer, DualShockers et Hardcore Gamer. L'agrégateur de critiques reçoit alors plusieurs mises à jour, comme l'ajout d'un onglet de syndication d'actualités ou le partage de son API avec d'autres partenaires,,.